# Iben Hjejle
Iben Hjejle (Copenaghen, 22 marzo 1971) è un'attrice danese.
A livello internazionale Iben Hjejle è soprattutto nota per aver recitato nel film di Stephen Frears Alta fedeltà (2000). In Danimarca, è più conosciuta per essere apparsa nella sitcom televisiva danese Langt fra Las Vegas (Lontano da Las Vegas), dove interpretava la fidanzata del comico danese Casper Christensen, suo ex-compagno nella vita reale e che nella serie recitava il ruolo di se stesso. Iben Hjejle ha fatto la parte della fidanzata di Christensen anche nella sitcom Klovn (Clown) ed è la protagonista il ruolo principale della serie TV di crimine Dicte.

## Filmografia parziale

### Cinema
- Portland, regia di Niels Arden Oplev (1996)
- Mifune - Dogma 3 (Mifunes sidste sang), regia di Søren Kragh-Jacobsen (1999)
- Alta fedeltà (High Fidelity), regia di Stephen Frears (2000)
- Blinkende lygter, regia di Anders Thomas Jensen (2000)
- I vestiti nuovi dell'imperatore (The Emperor's New Clothes), regia di Alan Taylor (2001)
- Gamle mænd i nye biler, regia di Lasse Spang Olsen (2002)
- Skagerrak, regia di Søren Kragh-Jacobsen (2003)
- Dreaming of Julia, regia di Juan Gerard (2003)
- Monstertorsdag, regia di Arild Østin Ommundsen (2004)
- Il grande capo (Direktøren for det hele), regia di Lars von Trier (2006)
- Defiance - I giorni del coraggio (Defiance), regia di Edward Zwick (2008)
- Chéri, regia di Stephen Frears (2009)
- The Eclipse, regia di Conor McPherson (2009)
- Klown (Klovn: The Movie), regia di Mikkel Nørgaard (2010)
- Rosa Morena, regia di Carlos Augusto de Oliveira (2010)
- Stockholm East (Stockholm Östra), regia di Simon Kaijser da Silva (2011)

### Televisione
- Il matrimonio di Gustavo III (Gustav III:s äktenskap) (2001)
- Langt fra Las Vegas (2002)
- Klovn (2005-2009)
- Anna Pihl (2006-2008)
- Dag (2011-2013)
- Dicte (2013-2016)
- The Rain (2018-in corso)